# Banquete de los cisnes
El banquete de los cisnes fue una celebración de caballería medieval para el nombramiento como caballeros de 267 hombres en la Abadía de Westminster el 22 de mayo de 1306. El rey Eduardo I nombró caballero en primer lugar a su hijo el futuro Eduardo II, quien seguidamente nombró caballeros a los restantes 266.
Al banquete que siguió a la celebración el rey llevó dos cisnes y juró ante Dios y los cisnes vengar el asesinato de John III Comyn y la profanación de la iglesia de Greyfriears en Dumfries por Roberto I de Escocia y sus seguidores ese mismo año, así como luchar contra los infieles en Tierra Santa.
Entre los nombrados caballeros se encuentran Piers Gaveston, Hugh le Despenser, John de Warenne, Roger Mortimer y su tío Roger Mortimer de Chirk.
El evento inspiró los votos de Heron en los Robert de Artois y Eduardo III juraron conquistar Francia.